# Sandy Park
Sandy Park – stadion znajdujący się w Exeter, służący do rozgrywania meczów rugby union, domowy obiekt zespołu Exeter Chiefs.
W 2002 roku członkowie klubu jednogłośnie postanowili o przeprowadzce z mieszczącego 5200 widzów County Ground na nowy stadion, o maksymalnej pojemności 8200 osób, który miał pozwolić na uzyskanie statusu zespołu English Premiership. Sandy Park został oddany do użytku kosztem 15 milionów GBP we wrześniu 2006 roku. 
Obiekt położony jest przy austostradzie M5. W meczowe dni niemożliwe jest korzystanie z przystadionowego parkingu. Integralną częścią obiektu jest Sandy Park Conference Centre, posiadający kilkanaście sal balowych i konferencyjnych. W grudniu 2009 roku postanowiono rozszerzyć trybuny oraz zbudować tarasy z miejscami stojącymi, by zwiększyć pojemność do ponad 10 tysięcy widzów, przez co obiekt stałby się największym w mieście, wyprzedzając St James Park.
W styczniu 2011 roku szef klubu przedstawił wstępne cele dalszej rozbudowy stadionu – z trybunami dookoła boiska i łączną pojemnością nieco ponad 20 tysięcy osób – mające na celu ewentualny udział w fazie play-off Pucharu Heinekena, zaś konkretne propozycje pojawiły się we wrześniu tego roku. Miesiąc później zostały one zaakceptowane przez walne zgromadzenie klubu. W lipcu 2012 roku plany zostały przedstawione pod ocenę rady miasta w celu uzyskania stosownych pozwoleń – przebudowa miałaby nastąpić w ciągu pięciu lat i obejmować budowę nowych trybun i pomieszczeń dla mediów, stworzenie obszaru dla autobusów i autokarów, zwiększenie liczby miejsc parkingowych ze 150 do 400 oraz rozbudowę centrum konferencyjnego. Praca nad trybunami, w końcowym efekcie zwiększająca pojemność stadionu z 10 744 do 20 600 miejsc, miała rozpocząć się od strony zachodniej i następować w miarę napływu środków pieniężnych przeciwnie do ruchu wskazówek zegara, a koszt całości został oszacowany na 24 miliony GBP. Po uzyskaniu wstępnej rekomendacji oficjalna zgoda została wydana pod koniec października 2012 roku.
Finansowanie inwestycji zaplanowane było ze środków własnych poprzez emisję obligacji. Wartość zapisów na obligacje finansujące pierwszą fazę rozbudowy w październiku 2013 roku osiągnęła 5,7 mln GBP. Cel, w wysokości 7,5 miliona funtów, został osiągnięty na początku grudnia tego roku, a rozpoczęcie prac obejmujących rozbudowę zachodniej trybuny, zmianę murawy i powiększenie parkingu zaplanowano na początek roku 2014.
Po wycofaniu się właścicieli Ashton Gate Sandy Park dołączono do wstępnej listy stadionów ubiegających się o goszczenie meczów Pucharu Świata w Rugby 2015, a na początku maja 2013 roku potwierdzono, że będzie jednym z trzynastu obiektów, na których odbędzie się ten turniej. Stadion miał gościł trzy spotkania Pucharu Świata, a wymogiem jego organizatorów była możliwość zagwarantowania miejsc dla 12 500 widzów. Z uwagi na fakt, iż stałe konstrukcje nie byłyby gotowe przed wrześniem 2015 roku, władze klubu wystąpiły do rady miasta na zgodę na budowę tymczasowej wschodniej trybuny – zwiększyłaby ona pojemność tej części stadionu z 1600 do 3300 osób – a dalsze prace miały zostać wznowione po zakończeniu tych zawodów.